# Sierra de Majalinos
Sierra de Majalinos, también denominada Sierra de Ejulve o Sierra del Señor, es una estribación montañosa de la provincia de Teruel (España), situada principalmente entre los municipios de Ejulve, Aliaga, La Zoma y Cañizar del Olivar, en las comarcas aragonesas de Cuencas Mineras y Andorra-Sierra de Arcos. Tiene unos 15 km de longitud, en dirección noroeste-sureste. Su cima más alta alcanza los 1.618 metros sobre el nivel del mar (Pico de los Tres Mojones), seguida del Cerro de Majalinos, con 1.601 metros. 

Es una de las primeras estribaciones de importancia en el sur de Aragón,  tomando como punto de partida el Valle del Ebro. Supone además una de las principales transiciones geográficas entre las zonas altas del Bajo Aragón y las sierras del Maestrazgo. En su vertiente oriental, la estribación se encuentra con estas últimas. En la vertiente occidental, la cadena montañosa continúa con el nombre de Sierra de San Just.
En esta sierra nace el río Guadalopillo en su ladera norte, y encontramos los Órganos de Montoro en su vertiente sur, en donde el terreno baja abruptamente hasta el angosto cañón por donde discurre el río Guadalope. También podemos encontrar numerosas masías antiguas (llamadas localmente masadas), muchas de las cuales han sido reaprovechadas con fines turísticos y educativos para crear un espacio de interpretación del territorio conocido como las Masías de Ejulve.
Asimismo, se encuentra en su vertiente norte la Cueva del Recuenco, una cueva fósil con un desnivel de 55 metros, considerada una de las más relevantes de la provincia de Teruel. También existen otras cuevas, como la Cueva de la Solana o la Sima del Polo, así como yacimientos de dinosaurios.
En julio de 2009 esta sierra sufrió uno de los peores incendios registrados en la provincia de Teruel y en España en las últimas décadas. El Incendio de Aliaga-Ejulve asoló una parte muy importante de la superficie de la sierra, quemando más de 7.000 hectáreas.
Por esta sierra se organiza de forma anual el campeonato de ciclismo de montaña BTT Ejulve.